# Moya De Feyter
Moya De Feyter (1993) is een Belgisch schrijfster en dichter.
De Feyter studeerde theaterwetenschappen aan de Universiteit Antwerpen. Gedichten van haar verschenen onder meer in de literaire tijdschriften Deus Ex Machina, Poëziekrant, Het Liegend Konijn, Kluger Hans en Op Ruwe Planken.  
In 2018 debuteerde ze met de bundel Tot iemand eindelijk. In 2019 verscheen Massastrandingen, een mengvorm van poëzie, proza en dialoog.  In 2022 publiceerde ze Een heel dun laagje, een poëtisch, filosofisch en persoonlijk onderzoek naar licht in al zijn vormen: als natuurlijk verschijnsel, als ritueel kompas, als tegenhanger van duisternis, als icoon van geluk, als deeltje, als golf, ... 
Moya De Feyter is een van de leidende figuren van het initiatief Klimaatdichters , dat ecologisch verzet via de poëzie bepleit. Ze is een van de medesamenstellers van de bloemlezing Zwemlessen voor later, klimaatpoëzie. 
Met haar alter-ego Ambrosia maakt Moya De Feyter ook deel uit van het Poëziebordeel. 

## Prijzen
- 2015: Frappant TXT voor de tekst Een huis in Brugge
- 2017: Poëziewedstrijd Universiteit Antwerpen voor het gedicht De ijseters
- 2017: Prijs Guy Commerman
- 2021: J.C. Bloem-poëzieprijs voor Massastrandingen
- 2022: Fintroprijs - categorie Nederlandse Literatuur

## Trivia
In het kader van het project Het Schrijversgevang liet ze zich een week opsluiten in kultuurfactorij Monty. Op het eind van de week "kocht ze zich vrij" met een nieuwe voorstelling.